# Astathes japonica
Astathes japonica là một loài bọ cánh cứng trong họ Cerambycidae.